# Podatkovna pismenost
Podatkovna pismenost je veščina kritičnega iskanja, razumevanja, vrednotenja in uporabe podatkov pri reševanju problemov. Prispeva k bolj učinkovitemu delovanju posameznika na različnih področjih, kjer je potrebno kritično presojanje podatkovnih osnov predstavljenih vsebin, v znanosti, pri izobraževanju in v vsakdanjem življenju. 

## Opredelitev
V primerjavi s splošno pismenostjo se podatkovni pismenosti namenja dokaj malo pozornosti v programih opismenjevanja na različnih ravneh izobraževanja in tudi nimamo posebej opredeljenih standardov. Vendar se podatkovna pismenost v marsičem prepleta s sicer bolj izpostavljeno informacijsko pismenostjo. Če parafraziramo opredelitev slednje gre pri podatkovni pismenosti za:  
»sposobnost pridobivanja, vrednotenja in uporabe podatkov (op. pisca) iz različnih virov, zmožnost, ki vodi k ugovorom do avtoriziranega znanja in uveljavlja kritičnost in drugačno mišljenje.« 

## Sestavine podatkovne pismenosti
Pomen podatkovne pismenosti se kaže pri reševanju problemov. Prva sestavnina je prepoznati in opredeliti problem tako, da bo nakazana rešitev z uporabo podatkov. Seveda je pri opredelitvi problema pomembno tudi poznavanje drugih virov, kot so primerne teorije, pretekle študije istih ali sorodnih problemov ipd. Vendar je zmožnost antipicipacije, s kakšnimi podatki in na kakšen način bi bil problem rešljiv tudi osnova za prepoznanje potrebe po določenih podatkih.
Razgledanost po obstoječih podatkovnih virih glede vrste podatkov in načinov iskanja ter dostopa je naslednja sestavina podatkovne pismenosti. Arhivi podatkov so - podobno kot knjižnice za splošne informacije - eden od naslovov, kamor se lahko obrnemo. Producenti podatkov, kot so statistični uradi, mednarodne organizacije (npr. ILO), znanstveni inštituti in agencije in drugi dostikrat z večjimi ali manjšimi omejitvami omogočajo dostop in uporabo njihovih podatkov. 
Ovrednotenje podatkov je naslednji pogoj za njihovo uporabo, večina podatkov je namreč skonstruiranih skozi postopek zbiranja, običajno s pomočjo inštrumentov. Ločiti je potrebno njihovo semantično in metodološko komponento. Prva govori o pomenu in vsebini podatkov glede na nastanek v odnosu do namena uporabe, se pravi, da je vprašanje relevanca za dani problem. Njihova metodološka kakovost se lahko preveri v toku analize, pomembni kriterij pri presoji kakovosti so tudi bibliografske in metodološke informacije o nastanku podatkov. Kadar je na voljo več virov podatkov, lahko izberemo enega najbolj ustreznega ali kombiniramo več virov hkrati, npr. v multimetodskem pristopu. 
Uporaba in razumevanje podatkov zahteva dodatne veščine statistične pismenostji za izbor ustreznih orodij in načinov za analizo podatkov, predstavitev rezultatov analiz in nezavajajočo interpretacijo. Zadnji vidik je povezan tudi s poznavanjem omejitev pri delu s podatki, ki izhajajo iz etičnih načel. Posebej kadar je problem zaupnost podatkov, upoštevanje avtorstva in, kadar so stvari objavljene, pravico javnosti do resnice. 